# Svenska hockeyligan

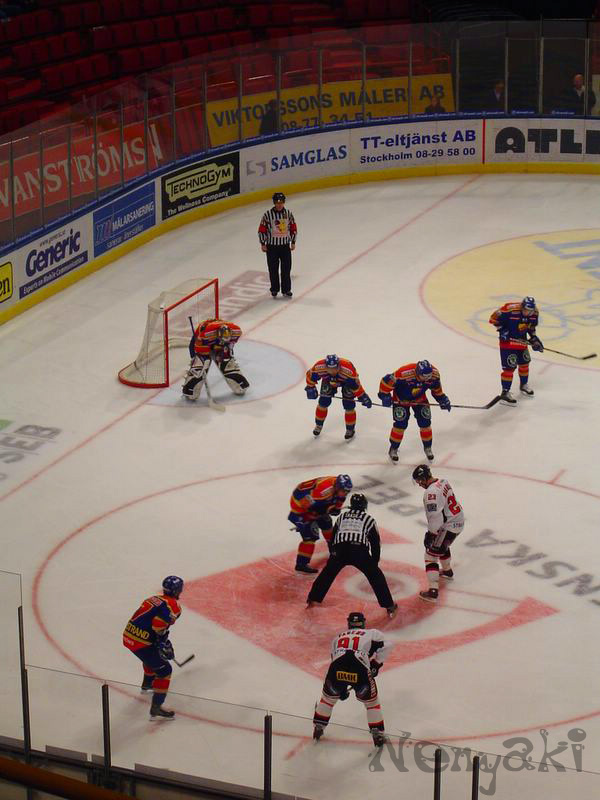
Zápas Djurgårdens IF Hockey a Malmö Redhawks v sezóně Elitserien 2006–2007

Svenska hockeyligan (SHL), v letech 1975–2013 pod názvem Elitserien i ishockey, je nejvyšší hokejová soutěž ve Švédsku. V současnosti ji hraje 14 týmů. Poprvé se pod názvem Elitserien hrála v sezóně 1975–76, historie švédského hokejového šampionátu ale trvá už od roku 1922.

## Historie

Logo Elitserien v letech 1975–2013

Mistrovství Švédska v ledním hokeji se poprvé konalo v roce 1922, pouhé dva roky poté, co přinesl hokej do země americký filmový režisér Raoul Le Mat. Prvním mistrem se stal tým IK Göta.
Pod názvem Elitserien se soutěž hrála poprvé 5. října 1975. V sezóně odehrál každý tým 36 zápasů. V lize hrálo deset týmů, další dva přibyly až v roce 1987. V roce 2013 došlo k přejmenování na Svenska hockeyligan.

## Pravidla
Základní část SHL se hraje od září do března. Každý tým hraje 52 utkání. Zápasy v základní části sezóny se hrají na 60 minut (18minutová přestávka mezi třetinami). Nerozhodný výsledek může rozhodnout pětiminutové prodloužení hrané o třech hráčích v poli na každé straně s pravidlem náhlé smrti, pokud gól nepadne, rozhodují nájezdy. Za vítězství v normální hrací době dostává tým tři body, dva body za výhru v prodloužení nebo na nájezdy, bod za porážku v prodloužení nebo na nájezdy a bez bodů zůstává po porážce v normální hrací době.
Vítěz základní části je vyhlášen mistrem ligy a dostává odměnu milion švédských korun, druhý tým dostává polovinu.
Osm nejlepších týmů postupuje do playoff (severosámsky: SM-slutspel) hrané v sériích na čtyři vítězná utkání.
Dva nejslabší týmy celé soutěže hrají baráž o udržení, zvanou Kvalserien. Spolu s nimi se jí zúčastňují čtyři týmy z druhé ligy HockeyAllsvenskan.
V playoff a v baráži se při zachování pravidla o náhlé smrti prodlužuje se do padnutí gólu vždy po dvaceti minutách. Nejdelší zápas v historii soutěže zatím dospěl do čtvrtého prodloužení. V březnu 2002 se rozhodl o vítězství IF Troja/Ljungby nad Bofors 2:1 svou brankou Mika Välilä po 140 minutách a 41 sekundách hry.

## Trofeje SHL
- Le Matův pohár pro vítěze SHL
- Trofej Håkana Looba pro nejlepšího střelce základní části
- Zlatá helma pro nejužitečnějšího hráče
- Nováček roku pro nejlepšího nováčka roku
- Zlatý puk pro hokejistu roku může vyhrát i hokejista působící v nižší soutěži, nikoli ale hráč v zahraničí.
- Honkens trofé pro nejlepšího brankáře
- Stefan Liv Memorial Trophy pro nejužitečnějšího hráče playoff

## Kluby SHL
Od založení Elitserien v roce 1975 je nejúspěšnějším týmem Färjestad BK se sedmi tituly před Djurgårdens IF se šesti. Při započtení soutěží před vznikem Elitserien má nejvíce titulů Djurgårdens (16), následují Brynäs IF (13) a IK Göta (9).

## Týmy sezóny 2022/2023
| Tým            | Web link | Město      | Stadion                | Kapacita | Hlavní trenér         |
| -------------- | -------- | ---------- | ---------------------- | -------- | --------------------- |
| Brynäs IF      | zde      | Gävle      | Monitor ERP Arena      | 7 909    | Mikko Manner (Finsko) |
| HV71           | [ zde]   | Jönköping  | Husqvarna Garden       | 7 000    | bude oznámeno         |
| Frölunda HC    | zde      | Göteborg   | Scandinavium           | 12 044   | Roger Rönnberg        |
| Färjestad BK   | zde      | Karlstad   | Löfbergs Arena         | 8 647    | Tomas Mitell          |
| Leksands IF    | zde      | Leksand    | Tegera Arena           | 7 650    | Björn Hellkvist       |
| Linköping HC   | zde      | Linköping  | Saab Arena             | 8 500    | Klas Östman           |
| Luleå HF       | zde      | Luleå      | Coop Norrbotten Arena  | 6 300    | Thomas Berglund       |
| Malmö Redhawks | zde      | Malmö      | Malmö Arena            | 13 000   | Tomas Kollar          |
| IK Oskarshamn  | zde      | Oskarshamn | Be-Ge Hockey Center    | 3 275    | Martin Filander       |
| Rögle BK       | zde      | Ängelholm  | Catena Arena           | 5 150    | Cam Abbott (Kanada)   |
| Skellefteå AIK | zde      | Skellefteå | Skellefteå Kraft Arena | 6 001    | Robert Ohlsson        |
| Timrå IK       | zde      | Timrå      | NHC Arena              | 6 000    | Anders Karlsson       |
| Växjö Lakers   | zde      | Växjö      | Vida Arena             | 5 700    | Jörgen Jönsson        |
| Örebro HK      | zde      | Örebro     | Behrn Arena            | 5 150    | bude oznámeno         |

## Přehled vítězů ve švédské nejvyšší soutěži
| Klub                  | Tituly | Vítězné ročníky                                                                                |
| --------------------- | ------ | ---------------------------------------------------------------------------------------------- |
| Djurgårdens IF Hockey | 16     | 1926, 1950, 1954, 1955, 1958, 1959, 1960, 1961, 1962, 1963, 1983, 1989, 1990, 1991, 2000, 2001 |
| Brynäs IF             | 13     | 1964, 1966, 1967, 1968, 1970, 1971, 1972, 1976, 1977, 1980, 1993, 1999, 2012                   |
| Färjestad BK          | 10     | 1981, 1986, 1988, 1997, 1998, 2002, 2006, 2009, 2011, 2022                                     |
| IK Göta Stockholm     | 9      | 1922, 1923, 1924, 1927, 1928, 1929, 1930, 1940, 1948                                           |
| Hammarby IF           | 8      | 1932, 1933, 1936, 1937, 1942, 1943, 1945, 1951                                                 |
| AIK Ishockey          | 7      | 1934, 1935, 1938, 1946, 1947, 1982, 1984                                                       |
| Södertälje SK         | 7      | 1925, 1931, 1941, 1944, 1953, 1956, 1985                                                       |
| Frölunda HC           | 5      | 1965, 2003, 2005, 2016, 2019                                                                   |
| HV71                  | 5      | 1995, 2004, 2008, 2010, 2017                                                                   |
| Skellefteå AIK        | 4      | 1978, 2013, 2014, 2024                                                                         |
| Leksands IF           | 4      | 1969, 1973, 1974, 1975                                                                         |
| Växjö Lakers HC       | 4      | 2015, 2018, 2021, 2023                                                                         |
| Luleå HF              | 2      | 1996, 2025                                                                                     |
| Malmö Redhawks        | 2      | 1992, 1994                                                                                     |
| MODO Hockey           | 2      | 1979, 2007                                                                                     |
| Björklöven Umeå IF    | 1      | 1987                                                                                           |
| Gävle GIK             | 1      | 1957                                                                                           |

## Mistři nejvyšší hokejové soutěže Švédska

### Předchůdkyně Elitserien
- 1922 - IK Göta
- 1923 - IK Göta
- 1924 - IK Göta
- 1925 - Södertälje SK
- 1926 - Djurgårdens IF
- 1927 - IK Göta
- 1928 - IK Göta
- 1929 - IK Göta
- 1930 - IK Göta
- 1931 - Södertälje SK
- 1932 - Hammarby IF
- 1933 - Hammarby IF
- 1934 - AIK
- 1935 - AIK
- 1936 - Hammarby IF
- 1937 - Hammarby IF
- 1938 - AIK
- 1939 - nehráno
- 1940 - IK Göta
- 1941 - Södertälje SK
- 1942 - Hammarby IF
- 1943 - Hammarby IF
- 1944 - Södertälje SK
- 1945 - Hammarby IF
- 1946 - AIK
- 1947 - AIK
- 1948 - IK Göta
- 1949 - nehráno
- 1950 - Djurgårdens IF
- 1951 - Hammarby IF
- 1952 - nehráno
- 1953 - Södertälje SK
- 1954 - Djurgårdens IF
- 1955 - Djurgårdens IF
- 1956 - Södertälje SK
- 1957 - Gävle Godtemplares IK
- 1958 - Djurgårdens IF
- 1959 - Djurgårdens IF
- 1960 - Djurgårdens IF
- 1961 - Djurgårdens IF
- 1962 - Djurgårdens IF
- 1963 - Djurgårdens IF
- 1964 - Brynäs IF
- 1965 - Västra Frölunda IF
- 1966 - Brynäs IF
- 1967 - Brynäs IF
- 1968 - Brynäs IF
- 1969 - Leksands IF
- 1970 - Brynäs IF
- 1971 - Brynäs IF
- 1972 - Brynäs IF
- 1973 - Leksands IF
- 1974 - Leksands IF
- 1975 - Leksands IF

### Elitserien / SHL
| Rok       | Vítěz playoff           | Vítěz základní části | Hráči ČR s titulem                    | Link |
| --------- | ----------------------- | -------------------- | ------------------------------------- | ---- |
| 1975/1976 | Brynäs IF               | Brynäs IF            |                                       |      |
| 1976/1977 | Brynäs IF               | Brynäs IF            |                                       |      |
| 1977/1978 | Skellefteå AIK          | Brynäs IF            |                                       |      |
| 1978/1979 | MODO Hockey             | MODO Hockey          |                                       |      |
| 1979/1980 | Brynäs IF               | Leksands IF          |                                       |      |
| 1980/1981 | Färjestad BK            | Skellefteå AIK       |                                       |      |
| 1981/1982 | AIK Stockholm           | Färjestad BK         |                                       |      |
| 1982/1983 | Djurgårdens IF          | Färjestad BK         |                                       |      |
| 1983/1984 | AIK Stockholm           | AIK Stockholm        |                                       |      |
| 1984/1985 | Södertälje SK           | Djurgårdens IF       |                                       |      |
| 1985/1986 | Färjestad BK            | Färjestad BK         |                                       |      |
| 1986/1987 | IF Björklöven           | Färjestad BK         |                                       |      |
| 1987/1988 | Färjestad BK            | Djurgårdens IF       |                                       |      |
| 1988/1989 | Djurgårdens IF          | Djurgårdens IF       |                                       |      |
| 1989/1990 | Djurgårdens IF          | Färjestad BK         |                                       |      |
| 1990/1991 | Djurgårdens IF          | Djurgårdens IF       |                                       |      |
| 1991/1992 | Malmö IF                | Färjestad BK         |                                       |      |
| 1992/1993 | Brynäs IF               | Västerås IK          | Bedřich Ščerban                       |      |
| 1993/1994 | Malmö IF                | Leksands IF          |                                       |      |
| 1994/1995 | HV71                    | Djurgårdens IF       |                                       |      |
| 1995/1996 | Luleå HF                | Luleå HF             | Jiří Kučera                           |      |
| 1996/1997 | Färjestad BK            | Leksands IF          |                                       |      |
| 1997/1998 | Färjestad BK            | Djurgårdens IF       | Jaroslav Špaček                       |      |
| 1998/1999 | Brynäs IF               | MODO Hockey          |                                       |      |
| 1999/2000 | Djurgårdens IF          | Djurgårdens IF       |                                       |      |
| 2000/2001 | Djurgårdens IF          | Djurgårdens IF       |                                       |      |
| 2001/2002 | Färjestad BK            | Färjestad BK         |                                       |      |
| 2002/2003 | Frölunda HC             | Frölunda HC          |                                       |      |
| 2003/2004 | HV71                    | HV71                 |                                       |      |
| 2004/2005 | Frölunda HC             | Frölunda HC          |                                       |      |
| 2005/2006 | Färjestad BK            | HV71                 | Radek Hamr, Pavel Patera, Martin Ševc |      |
| 2006/2007 | MODO Hockey             | Färjestad BK         | Miloslav Hořava, Zdeněk Blatný        |      |
| 2007/2008 | HV71                    | HV71                 | Jan Hrdina                            |      |
| 2008/2009 | Färjestad BK            | Färjestad BK         | Martin Ševc                           |      |
| 2009/2010 | HV71                    | Djurgårdens IF       |                                       |      |
| 2010/2011 | Färjestad BK            | Skellefteå AIK       | Martin Ševc, Alexander Salák          |      |
| 2011/2012 | Brynäs IF               | Luleå HF             |                                       |      |
| 2012/2013 | Skellefteå AIK          | Skellefteå AIK       | Martin Ševc                           |      |
| 2013/2014 | Skellefteå AIK          | Skellefteå AIK       |                                       |      |
| 2014/2015 | Växjö Lakers HC         | Skellefteå AIK       |                                       |      |
| 2015/2016 | Frölunda HC             | Skellefteå AIK       |                                       |      |
| 2016/2017 | HV71                    | Växjö Lakers HC      |                                       |      |
| 2017/2018 | Växjö Lakers HC         | Skellefteå AIK       |                                       |      |
| 2018/2019 | Frölunda HC             | Färjestad BK         |                                       |      |
| 2019/2020 | play off nebyl odehráno | Luleå HF             |                                       |      |
| 2020/2021 | Växjö Lakers HC         | Växjö Lakers HC      |                                       |      |
| 2021/2022 | Färjestad BK            | Rögle BK             | Dominik Furch                         |      |
| 2022/2023 | Växjö Lakers HC         | Skellefteå AIK       |                                       |      |
| 2023/2024 | Skellefteå AIK          | Färjestad BK         |                                       |      |
| 2024/2025 | Luleå HF                | Brynäs IF            |                                       |      |

## Češi s titulem
| Hráč            | Sezona                                                                                                   |
| --------------- | --- |
| Bedřich Ščerban | 1992/1993 (Brynäs IF)                                                                                    |
| Jiří Kučera     | 1995/1996 (Luleå HF)                                                                                     |
| Jaroslav Špaček | 1997/1998 (Färjestad BK)                                                                                 |
| Radek Hamr      | 2005/2006 (Färjestad BK)                                                                                 |
| Pavel Patera    | 2005/2006 (Färjestad BK)                                                                                 |
| Martin Ševc     | 2005/2006 (Färjestad BK), 2008/2009 (Färjestad BK), 2010/2011 (Färjestad BK), 2012/2013 (Skellefteå AIK) |
| Miloslav Hořava | 2006/2007 (MODO Hockey)                                                                                  |
| Zdeněk Blatný   | 2006/2007 (MODO Hockey)                                                                                  |
| Jan Hrdina      | 2007/2008 (HV71)                                                                                         |
| Alexander Salák | 2010/2011 (Färjestad BK)                                                                                 |
| Dominik Furch   | 2021/2022 (Färjestad BK)                                                                                 |
| Celkem          | 14 |